# Grå buskskvätta
Grå buskskvätta (Saxicola ferreus) är en asiatisk tätting som numera placeras i familjen flugsnappare.

## Utseende
Grå buskskvätta är en 15 cm lång buskskvätta. Hanen har vitt ögonbrynsstreck och mök ögonmask. Ovansidan varierar från grå till nästan svart beroende på slitage. Undersidan är ljusgrå medan strupen är vit. Honan är beigefärgad på ögonbrynsstreck och undersida, brun på ovansidan och på stjärtsidor och övergump rostfärgad.

## Läten
Bland lätena hörs insektslika "jijijijijit", hårdare "jahi jahi" och "tak-tak-tak", men även mjuka "zizz".

## Utbredning och systematik
Grå buskskvätta delas in i två underarter med följande utbredning:
- Saxicola ferreus haringtoni – häckar i sydöstra Kina (norrut till Gansu och Shaanxi, österut till Shanghai); flyttar vintertid till södra Kina och Indokina
- Saxicola ferreus ferreus – häckar i HImalaya från nordvästra Pakistan österut till Burma, nordvästra Thailand, nordcentrala Laos och centrala Vietnam (södra Annam) och sannolikt denna underart även i södra Kina (sydöstra Xizang samt västra och södra Yunnan); flyttar vintertid till norra Indien, södra Burma och södra Indokina

Tillfälligt har den påträffats i Japan. Den är systerart till flodbuskskvättan (Saxicola jerdoni).

### Familjetillhörighet
Buskskvättorna ansågs fram tills nyligen liksom bland andra stenskvättor, stentrastar, rödstjärtar vara små trastar. DNA-studier visar dock att de är marklevande flugsnappare (Muscicapidae) och förs därför numera till den familjen.

## Levnadssätt
Grå buskskvätta hittas i öppna tall- och lövskogar, busk- och gräsmarker och jordbruksområden, vintertid även i parker och trädgårdar. Den lever huvudsakligen av insekter, bland annat skalbaggar och gräshoppor, men även spindlar och små mollusker, tillfälligtvis även frön. Fågeln häckar mellan mars och juli och lägger troligen två kullar.

## Status och hot
Arten har ett stort utbredningsområde och en stor population med stabil utveckling som inte tros vara utsatt för något substantiellt hot. Utifrån dessa kriterier kategoriserar internationella naturvårdsunionen IUCN arten som livskraftig (LC). Världspopulationen har inte uppskattats men den beskrivs som generellt vanlig.